# Vimoutiers
Vimoutiers település Franciaországban, Orne megyében. Lakosainak száma 3041 fő (2022. január 1.). Vimoutiers Lisores, Camembert, Canapville, Crouttes, Guerquesalles, Pontchardon, Ticheville és Val-de-Vie községekkel határos.

## Népesség
A település népessége az elmúlt években az alábbi módon változott:
| Lakosok száma | 3569 | 3436 | 3555 | 3332 | 3224 | 3116 | 3096 | 3069 | 3041 |
|               | 2013 | 2015 | 2016 | 2017 | 2018 | 2019 | 2020 | 2021 | 2022 |